# 上信電気鉄道デハ10形電車
上信電気鉄道デハ10形電車（じょうしんでんきてつどうデハ10がたでんしゃ）は、かつて上信電気鉄道（現 上信電鉄）に在籍していた通勤形電車。3両（デハ10 - デハ12）が在籍した。本項では関連して1両（クハ11）のみが導入されたクハ10形電車についても述べる。

## 概要
東武鉄道が戦後国鉄63系電車の割り当てを受けたことによって放出された同社デハ1形を譲り受け、1947年（昭和22年）と1948年（昭和23年）にデハ10・デハ11として竣工した。
また1949年（昭和24年）に、上毛電気鉄道が1948年に譲受したもののあまりの荒廃振りに手放すことになった国鉄サハ19形サハ19057を譲り受けて、木造車体のまま補修を施したうえでクハ10形クハ11として竣工させた。車両番号はデハ11専用の制御付随車とするために切りの良い10ではなく11とした。
さらに、旧信濃鉄道の買収国電である日本国有鉄道（国鉄）モハユニ21002が1951年（昭和26年）12月付で廃車となったものを譲り受け、1952年に三和車両において鋼体化のうえで、デハ12として導入した。

## 車体
デハ10,デハ11は入線当初は共に東武鉄道在籍時と同じく前面窓を5枚備えた全長16m級の木造車であったが、デハ10は1952年（昭和27年）に、デハ11は1953年（昭和28年）に三和車両において鋼体化され、新たに前面に貫通路を設けた前面窓3枚の貫通型となった。さらに、デハ10は1962年（昭和37年）に西武所沢車両工場で車体延長工事が行われ最終的には全長19 m級3扉の鋼製車体となった。なお、以下の記述はこれらの改造工事がすべて完了した後のものである。
デハ10は、全長19,360mmの片運転台式、客用扉は片開き3扉の半鋼製車体を持ち、運転台は貫通型。側面窓は1段上昇式で配置はd1(1)D5D(1)4D(1)2 （d：乗務員扉、D：客用扉、数値は側窓の枚数、カッコ内は戸袋窓）。車体延長工事施工前はデハ11と同様の車体であった。車体延長工事施工後は客用扉下のステップが廃止されたことで接客設備は前年に同様の工事を受けたクハ22よりも一歩進歩したものとなったが、車体はノーシル・ノーヘッダーとなった同車とは異なり側面にウィンドウ・シル/ヘッダーが露出した古風な外観であった。
デハ11は、全長16,000mmの両運転台式、客用扉は片開き2扉の半鋼製車体を持ち、運転台は両正面ともに貫通型。側面窓は2段上昇式で配置はd2D(1)6(1)D2dである。
デハ12は、全長17,000mmの両運転台式、客用扉は片開き2扉の半鋼製車体を持ち、運転台は両正面ともに貫通型。側面窓は2段上昇式で配置はd2(1)D7D(1)2dである。
1960年代初頭の時点では輸送力増強のために新造車の増備と並行して在来車両十数両を対象に車体を3 m延長する車体延長工事を施工する予定であったが、20 m級車体の新造車である200形を当初より多く増備する方針に転換されたために結局本形式ではデハ10のみの施工となった。

## 主要機器
デハ10,デハ11とデハ12では前所属こそ異なるものの、東武鉄道・信濃鉄道共に同一の機器を採用していたことから入線前より主要機器は共通であった。
主制御器はウェスティングハウス、または三菱電機製で電磁空気単位スイッチ式手動加速制御（HL制御）のHL15D、主電動機はデハ20形、デハニ30形とは異なり、当初3両とも定格出力75 kWのウェスティングハウス製WH-556-J6または三菱電機製MB-98であったが、デハ10は前述の車体延長工事の際、台車の交換と同時に国鉄制式品のMT4に換装している。台車はいずれも鍛造台車枠を備える釣り合い梁式台車であり、当初はブリル27-MCB-2で統一されていたが、1960年代に入り相次いでTR14に交換された。ただしデハ11は後に27-MCB-2へ再度交換されている。制動装置はM弁を使用したAMM自動空気ブレーキを採用した。

## 変遷
クハ11は、1957年（昭和32年）に三和車両で鋼体化改造を受け、その際運転台のある高崎側車端部に荷物室を設けた上でクハニ12としてクハニ10形グループに編入された。その後の詳細は「上信電気鉄道デハニ30形電車」を参照。
デハ12は、1970年（昭和45年）5月に廃車となっている。
デハ11は、上信電鉄の所有していた半鋼製電動車の主電動機がMT4に統一されてゆく中にあって最末期までMB98電動機を装備しており、晩年はオレンジとアイボリーの派手な試験塗装となって、高崎駅構内で専ら入換作業に使われたほか、最晩年の1979年（昭和54年）にはTBS系列で放映されていたテレビドラマ『からっ風と涙』（ポーラテレビ小説、1979年4月 - 9月）のロケのために、黒一色に塗色変更して本線を走行した。その後翌1980年（昭和55年）に100形の導入で余剰となったデハ22に置き換えられる形で廃車となった。
デハ10は、旧型車の中でも随一の輸送力を持ち、同様に19 m級車体に改造されたクハ22と組んでラッシュ時の輸送で活躍したが、250形・6000形の導入に伴って1981年（昭和56年）に廃車となり本形式は消滅した。

## 車歴
- 1924年（大正13年） 日本車輌製造製 東武デハ4→上信電気鉄道デハ10（1981年12月廃車）
- 1924年（大正13年） 日本車輌製造製 東武デハ3→上信電気鉄道デハ11（1980年4月廃車）
- 1925年（大正14年） 日本車輌製造製 信濃鉄道デハユニ2→国鉄モハユニ21002→上信電気鉄道デハ12（1970年5月廃車）
- 1914年（大正3年） 日本車輌製造製 鉄道院デハ6301→鉄道省サハ6422→サハ6013→サハ19057→上信電気鉄道クハ11（1957年6月クハニ12に更新）